# Ankara Demirspor
L'Ankara Demirspor è una società calcistica con sede nella città di Ankara, capitale della Turchia. Milita attualmente nella TFF 2. Lig, la terza serie del campionato turco di calcio.
Fondata nel 1930, la squadra gioca le gare casalinghe allo stadio TCDD Ankara Demirspor di Ankara. Conta 13 stagioni, tutte consecutive, di militanza nella massima serie turca.

## Partecipazione ai campionati
- Süper Lig: 1958-1971
- 1. Lig: 1971-1983, 1995-1998
- 2. Lig: 1984-1995, 1998-2006, 2015-2016, 2018-
- 3. Lig: 2006-2015, 2016-2017
- Bölgesel Amatör Lig: 1983-1984

## Palmarès

### Competizioni nazionali
- TFF 3. Lig: 1

1995-1996
- Campionato turco di calcio (1924-1951): 1

1947

### Competizioni regionali
- Campionato di calcio di Ankara: 5

1938-1939, 1942-1943, 1946-1947, 1947-1948, 1958-1959

### Altri piazzamenti
- Coppa di Turchia:

Semifinalista: 1962-1963, 1964-1965
- Lega nazionale:

Secondo posto: 1939
- Coppa del Primo ministro:

Finalista: 1947